# Anton Hekking

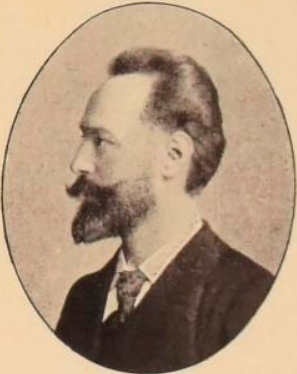

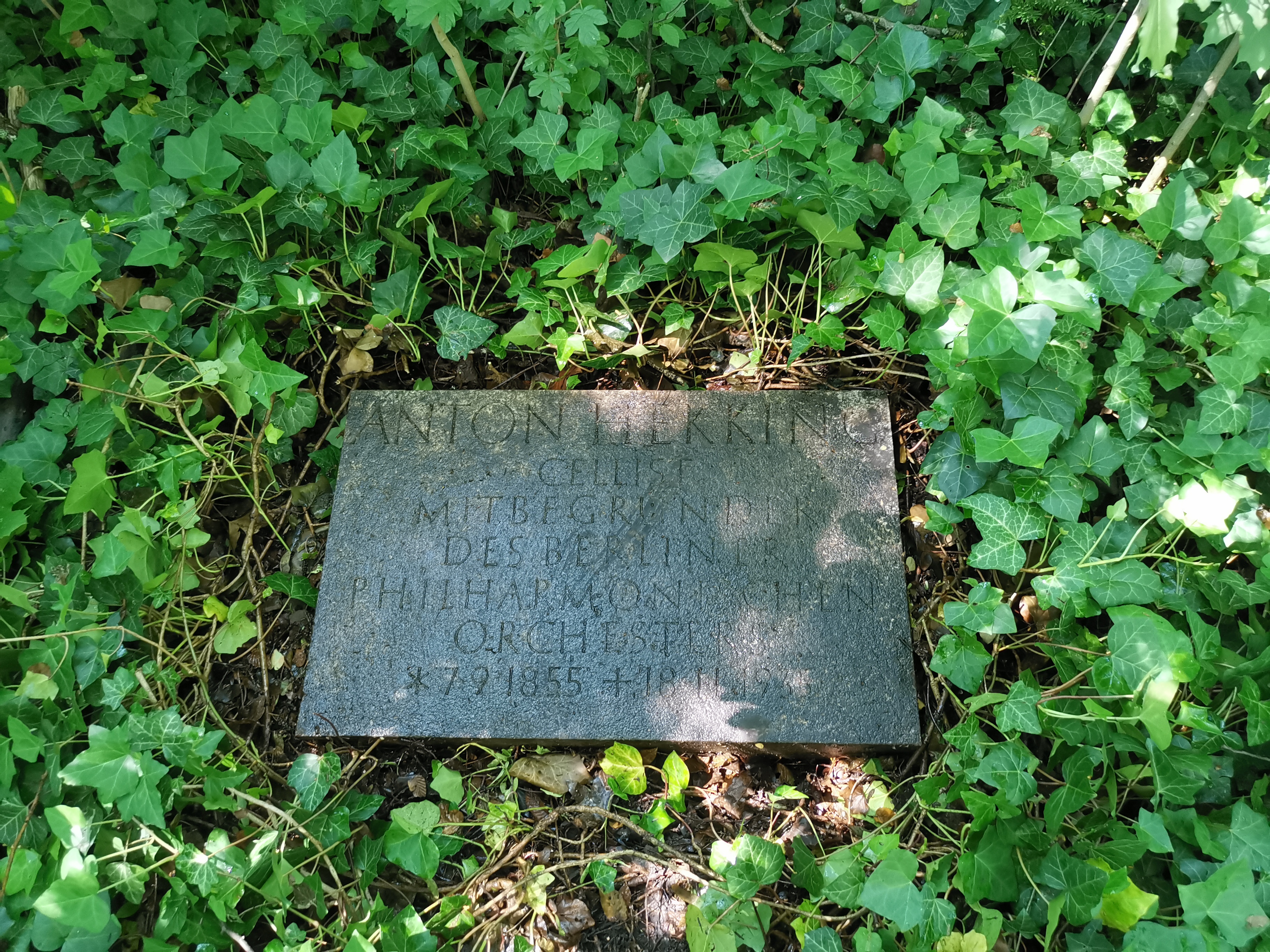
Grab auf dem Friedhof Steglitz (U VIII, Reihe 3, Nr. 28)

Anton Hekking (* 7. September 1855 in Den Haag; † 18. November 1935 in Berlin-Steglitz) war ein niederländischer Cellist.

## Leben
Antonius (auch Antoine oder Anton) Joannes Franciscus Hekking entstammte einer bekannten Musikerfamilie, zu der auch seine Cousins, die französischen Cellisten André Hekking und Gérard Hekking gehörten. Sein Vater war der Musiklehrer und Chordirigent Gradus (Gérard) Hekking (1819–1884). Ab 1868 wurde Hekking durch Joseph Giese (1821–1903) am Konservatorium von Den Haag als Cellist ausgebildet. Bereits mit 17 Jahren war er für anderthalb Jahre Solocellist im Städtischen Musikorchester von Utrecht (Leitung: Richard Hol), dann war er ein halbes Jahr in einem Orchester tätig, das der Franzose Jean-Baptiste Arban in Pawlowsk, der Sommerresidenz des Großfürsten Konstantin, leitete.
Danach studierte er von 1873 bis 1878 am Pariser Konservatorium bei Léon Jacquard und Pierre Chevillard, wo er einen ersten Preis gewann.
Es folgte seine erste Tournee in den USA, wo er unter anderem mit der russischen Pianistin Anna Essipova auftrat. Zurückgekehrt nach Europa schloss er sich 1880 der Bilse´schen Kapelle in Berlin an und wurde im Mai 1882 einer der Mitbegründer des Philharmonischen Orchesters Berlin. Er schied Ende 1885 aus diesem Orchester aus, um mit dem belgischen Geiger und Komponisten Eugène Ysaÿe auf Konzerttournee durch Europa zu gehen. Zwischen 1898 und 1901 spielte er regelmäßig als Solist bei dem BPhO, so im Dezember 1898 die Berliner Erstaufführung des Don Quixote unter Leitung des Komponisten Richard Strauss. Seine letzten Auftritte mit diesem Orchester datieren von 1916 und 1917.
Von 1889 bis 1891 wirkte Hekking als 1. Cellist im Boston Symphony Orchestra und von 1895 bis 1898 im New York Philharmonic Orchestra mit. In dieser Zeit gab er zahlreiche Solokonzerte in den USA und in Europa, von 1894 bis 1897 unter anderem in Deutschland mit der Pianistin Martha Remmert und Waldemar Meyer im Trio bei zahlreichen sehr erfolgreichen Beethoven-Abenden. 
Von 1896 bis 1899 unterrichtete er am Stern’schen Konservatorium in Berlin, das heute der Universität der Künste angegliedert ist.
Von 1902 bis 1907 bildete er mit dem österreichischen Pianisten Artur Schnabel und dem polnischen Geiger Alfred Wittenberg das erste Hekking-Trio, das die Gründung des Schubert-Saals in Berlin initiierte. Nach dem Ausscheiden von Artur Schnabel setzte er von 1907 bis 1909 das Hekking-Trio mit Wittenberg und dem amerikanischen Pianisten Clarence Adler fort, das große Erfolge in den USA feierte. Ab 1917 ist das letzte Hekking-Trio mit Richard Kroemer (Geige) und Ilonka von Pathy (Klavier) nachweisber, 1922 entstand noch das Hekking-Quartett mit Kroemer, August Heinrich Bruinier (Geige) und Friedrich Rückward (Bratsche).
Hekking war von 1886 bis 1911 mit Ella Sidonia Hekking, geb. Cott (* 1852, Berlin; † 1940, ebendort) verheiratet. Das Paar hatte zwei Kinder: Arnold (1888–1940) und Kurt (1894–1957).
Er starb 1935 im Alter von 80 Jahren und wurde auf dem Friedhof Steglitz begraben (Urnenhain U VIII, Reihe 3, Nr. 28).
Hekking spielte das Cello im romantischen Stil mit einem eindrucksvollen Vibrato.

## Tondokumente (Auswahl)
Hekking machte zwischen 1910 und 1912 Aufnahmen für die Label Anker (später auch auf Continental, Kalliope und Stradivari veröffentlicht), Grammophon, Odeon und Pathé. Das Hekking-Trio findet sich auf Parlophon (aufgenommen 1919 und 1920).
- Abendlied von Schumann. Stradivari-Record G 85
- Berceuse von Godard. Kalliope K 241
- Chanson triste von Tschaikowsky. Continental 535/Kalliope K 535
- Elegie von Massenet. Odeon A 56210 (1911), auf CD: The Recorded Cello, Volume II (Pearl records GEMM CDS 9984-6, Royal Tunbridge Wells, Kent 1992)
- Meditation, Ave Maria von Bach. Continental 535
- Träumerei von Schumann. Pathé 54161.